# Früewirdth József
Früewirdth József (? – Nagyszombat, 1743. január 21.) jezsuita rendi pap, tanár.

## Élete
1726-tól a nagyszombati egyetemen a bölcseletet és a teológiát tanította, katekéta és lelki igazgató (praefectus spiritualis) is volt. 

## Munkái
- Natales liberae, regiaeque civitatis Tyrnaviensis calamo poetico desripti honori... neobaccalaureorum, dum in... universitate Tyrnaviaensi... laurea condecorarentur, promotore. Tyrnaviae, 1727.
- Svasoriae regum Hungariae, honoribus... philosophiae magistrorum oblatae a rhetorica Tyrnaviaensi, cum... per... supprema aa. II. et philosophiae laurea donarentur. Tyrnaviae, 1728.
- Sanctus Ignatius dictione panegyrica celebratus, dum inclyta facultas theologica in academica D. Joannis Bapt. basilica annous tutelari suo honores persolveret. Tyrnaviae, 1736.